# Lilla Beddinge
Lilla Beddinge är kyrkbyn i Lilla Beddinge socken på Söderslätt i Trelleborgs kommun i Skåne. SCB avgränsade 2023 för bebyggelsen en småort som även omfattar bebyggelse runt gårdarna Annexdal och Stensåker med ödekyrkogården Lilla Beddinge gamla kyrka som från 2010 till 2020 var avgränsade till en separat småort namnsatt till Annexdal och Stensåker.
Här finns Lilla Beddinge kyrka som är ritad av Helgo Zetterwall. Genom byn rinner Jordbergaån, en gren av Tullstorpsån.
Läkaren och målaren Alfred Randers är född i byn.